# 义顺蒙古族乡
义顺蒙古族乡是中华人民共和国黑龙江省大庆市肇源县下辖的一个民族乡。

## 行政区划
义顺蒙古族乡下辖以下村级行政区划单位：
东义顺村、西义顺村、长发村、勇进村、长胜村、东发村和革志村。